# بيا سومالينين
بيا سومالينين (بالفنلندية: Piia Suomalainen) مواليد 9 يوليو 1984 في هلسنكي، هي لاعبة كرة مضرب فنلندية وتحتل حالياً المرتبة 616 (21 مارس 2016) في تصنيف رابطة محترفات كرة المضرب. أعلى تصنيف لها في الفردي كان 356. أعلى تصنيف لها في الزوجي كان 524.

## النهائيات

### الفردي (4–8)
| الحصيلة | الرقم | التاريخ        | الدورة                    | الأرضية | المنافس              | النتيجة       |
| ------- | ----- | -------------- | ------------------------- | ------- | -------------------- | ------------- |
| الوصافة | 1.    | 23 نوفمبر 2005 | سندرلاند، المملكة المتحدة | صلبة    | مارجيت رتل           | 5–7, 0–6      |
| الوصافة | 2.    | 10 يوليو 2006  | بيركرود، الدنمارك         | ترابية  | آن شافر              | 4–6, 2–6      |
| الوصافة | 3.    | 15 أغسطس 2006  | سافيتيبال، فنلندا         | ترابية  | إيفا فرنانديز بروجوز | 4–6, 6–3, 2–6 |

## روابط خارجية
- بيا سومالينين على موقع رابطة محترفات التنس (الإنجليزية)
- بيا سومالينين على موقع الاتحاد الدولي لكرة المضرب (الإنجليزية)
- بيا سومالينين على موقع كأس بيلي جين كينغ (الإنجليزية)
- بيا سومالينين على موقع خلاصة التنس.كوم (الإنجليزية)